# 長島鐵路傑斐遜港支線
長島鐵路傑斐遜港支線（英語：Long Island Railroad Port Jefferson Branch）是美國紐約州的長島鐵路擁有和運營的鐵路線和列車服務。 該支線從希克斯維爾以東的干線分出，向東北延伸至杰斐遜港。希克斯維爾以西主線的幾個車站主要由往返杰斐遜港支線的火車提供服務，因此公眾的LIRR地圖和時間表包括“杰斐遜港支線”服務中的主線部分。
杰斐遜港支線是長島鐵路最繁忙的支線之一，該支線以亨廷頓為中點，西部完成了電氣化，而亨廷頓以東則更換柴油列車繼續通往杰斐遜港。MTA也將該線路稱為“亨廷頓/杰斐遜港支線”或“亨廷頓支線”。

## 延伸閱讀
- Allen, W.F. . New York, New York: The National Railway Publication Company. 1895  [April 2, 2021].

## 外部連結
- NYCSubway.org Port Jefferson Line （页面存档备份，存于）
- Wading River Branch (Arrt's Arrchives) （页面存档备份，存于）
- Port Jefferson Branch (The LIRR Today)